# Lípa v Černýši
Lípa v Černýši je památný strom lípa malolistá (Tilia cordata) v Černýši, části obce Perštejn v okrese Chomutov v Ústeckém kraji. Strom roste v Doupovských horách severně od osady Černýš při okraji lesa na jihovýchodním svahu Hradiště (524 m).
Nízko zavětvená koruna stromu sahá do výšky 23 m, obvod kmene měří 470 cm (měření 2009). V roce 2009 bylo odhadováno stáří stromu na 150 let. Lípa je chráněna od roku 1983 jako krajinná dominanta.

## Stromy v okolí
- Dub u osady Černýš
- Lípa u Lužného
- Lípa v Ondřejově
- Ježíšův dub